# How Did We Get So Dark?
How Did We Get So Dark? é o segundo álbum de estúdio do duo britânico de rock Royal Blood, lançado em junho de 2017 pela gravadora Warner Bros.
O disco recebeu avaliações favoráveis da mídia especializada, embora menores em comparação ao álbum de estreia.

## Faixas
| N.º            | Título                       | Duração |  |
| 1.             | "How Did We Get So Dark?"    | 3:57    |  |
| 2.             | "Lights Out"                 | 3:57    |  |
| 3.             | "I Only Lie When I Love You" | 2:49    |  |
| 4.             | "She's Creeping"             | 3:23    |  |
| 5.             | "Look Like You Know"         | 3:05    |  |
| 6.             | "Where Are You Now?"         | 2:46    |  |
| 7.             | "Don't Tell"                 | 3:38    |  |
| 8.             | "Hook, Line & Sinker"        | 3:28    |  |
| 9.             | "Hole In Your Heart"         | 3:46    |  |
| 10.            | "Sleep"                      | 4:16    |  |
| Duração total: | Duração total:               | 35:05   |  |